# 昕明夫人
昕明夫人（?—?）金氏，新羅第46代君主文聖王的夫人。
《三国遗事》称昕明王后是金陽的女儿。《三国史记》昕明王后是伊飡金魏昕的女儿。她在照明夫人死去或被废除后，文聖王四年（842年，唐武宗会昌二年）三月成为王妃。文聖王九年（847年，唐宣宗大中元年）八月，她儿子封为王太子。文聖王十四年（852年，大中六年）十一月，王太子卒。文聖王十九年（857年，大中十一年）二月，文聖王去世，叔父金谊靖即位为宪安王。昕明夫人和文聖王其他后嗣，后代玄孙为敬顺王。